# Silvio Benedetto

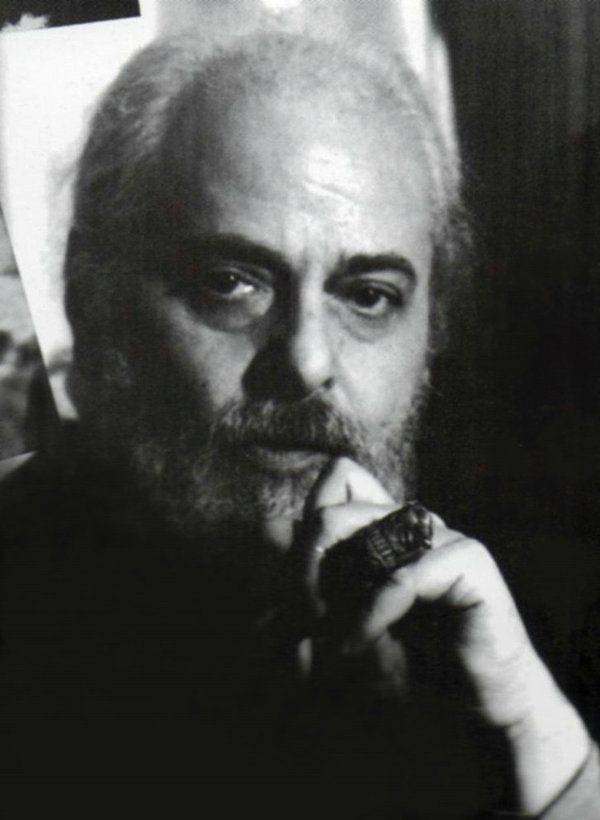
Silvio Benedetto (1998)

Silvio Benedicto Benedetto (* 21. März 1938 in Buenos Aires) ist ein argentinischer Maler, Bildhauer und Theaterregisseur.

## Leben
Im Jahr 1956 gewann Silvio Benedetto im Alter von 18 Jahren den ersten Preis bei der 2º Biennale d’Arte Sacra Panamericana (2. Biennale der Panamerikanischen Sakralkunst) in Buenos Aires.
Zwischen 1957 und 1961 eröffnete er in Italien mehrere Einzelausstellungen, unter anderem im Museo Provincial de Bellas Artes (Provinzmuseum für Schöne Künste, heute Museo Provincial de Bellas Artes Timoteo Navarro) von Tucumán. 1961 zog er nach Italien und eröffnete Einzelausstellungen in zahlreichen Galerien, unter anderem in Rom, Turin, Bologna und Mailand.
In den 60er Jahren arbeitete Benedetto an dem Wandgemälde La Marcha de la Humanidad (Der Marsch der Menschheit) im Polyforum Cultural Siqueiros, einer kulturellen, politischen und sozialen Einrichtung des World Trade Center Mexiko-Stadt. Im mexikanischen Cuernavaca sind siebzig seiner Werke in einem nach ihm benannten Museum ausgestellt, unter anderem die Grande deposizione con Cristo del Mantegna (Große Kreuzabnahme Christi, Mantegna).
Mitte der 60er bis Anfang der 90er Jahre schuf er zahlreiche Stiche und Lithografien in Rom und stellte in mehreren europäischen Städten aus. 1992 fand im Palazzo dei Normanni in Palermo seine erste Skulpturenausstellung La Metafora della Montagna (Die Metapher des Berges) statt. 1998 stellte er seine Installation Via Scialoja 6 alla Künstlerhaus im Künstlerhaus Wien aus. Seit 1996 brachte er als Theaterregisseur drei verschiedene Stücke zur Aufführung: Lo specchio di Mefistofele (Der Spiegel von Mefistofele, in Rom vorgestellt), Faust opera ultimo (Faust' letzte Oper, am Theater von Rovigo) und Faust beim Festival von Radicondoli, inspiriert von Goethes Faust.